# Bolusia amboensis
Bolusia amboensis là một loài thực vật có hoa trong họ Đậu. Loài này được (Schinz) Harms miêu tả khoa học đầu tiên.